# میشلین فرانسه
میشلین فرانسه (فرانسوی: Micheline Francey‎؛ ۱۹ اکتبر ۱۹۱۹ – ۱ ژانویهٔ ۱۹۶۹) بازیگر اهل فرانسه بود.
از فیلم‌هایی که وی در آن نقش داشته‌است، می‌توان به کلاغ اشاره کرد.